# Las Casas del Conde
Las Casas del Conde es un municipio y localidad española de la provincia de Salamanca, en la Región Leonesa de la comunidad autónoma de Castilla y León. Se integra dentro de la comarca de la sierra de Francia. Pertenece al partido judicial de Ciudad Rodrigo y a la Mancomunidad Sierra de Francia.
Su término municipal está formado por un solo núcleo de población, ocupa una superficie total de 1,26 km² siendo el municipio con menor extensión de la provincia de Salamanca y de la Región de León. Según los datos demográficos recogidos en el padrón municipal elaborado por el INE en el año 2017, cuenta con una población de 56 habitantes.

## Símbolos

### Escudo
El escudo heráldico que representa al municipio fue aprobado el 8 de junio de 2006 con el siguiente blasón:

«Partido. Primer cuartel, olivo en su color, sobre campos de oro. Las armas del segundo cuartel son las de las Casas o Estado de Zúñiga, por la vinculación de las Casas del Conde con el condado de Miranda del Castañar. Campo de plaza con una banda de sable (negro) y una cadena de oro de ocho eslabones, puesta en oral y brocante. Deberá timbrarse con una Corona Real de España, que es un círculo engastado en piedras preciosas, con ocho flores (cinco vistos), de hojas de acanto, interpolados de perlas y de cuyas hojas salen otras tantas diademas, sumadas de perlas que convergen en un mundo de azur (azul), con el semirindiano y el ecuador, de oro sumado de una cruz de oro y la corona forrada de gules (rojo)»
Boletín Oficial de Castilla y León nº 122 de 26 de junio de 2006

### Bandera
La bandera municipal fue aprobada también el 8 de junio de 2006 con la siguiente descripción textual:

«Rectángulo de proporciones 2:3, formada por un paño de gules (rojo). En el centro de la bandera campeara el escudo municipal»
Boletín Oficial de Castilla y León nº 122 de 26 de junio de 2006

## Geografía

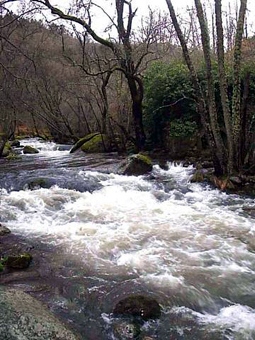
Río Francia

Las Casas del Conde consta de dos barrios: el Viejo y el Nuevo, entre los que cruza un arroyo y se encuentran comunicados por un puente. Tal y como queda reflejado en los archivos eclesiásticos, su primer nombre fue Las Casas del Sapo, pasando posteriormente a llamarse Villanueva de las Casas y definitivamente, Las Casas del Conde. 
| Noroeste: San Martín del Castañar | Norte: San Miguel del Robledo | Noreste: Villanueva del Conde |
| Oeste: La Alberca                 |                               | Este: Santibáñez de la Sierra |
| Suroeste: Mogarraz                | Sur: Cepeda                   | Sureste: Miranda del Castañar |

### Clima
La temperatura media anual de es de 13,40 °C, la cual es 0,43 °C más alta que la temperatura media anual de España que es 12,97 °C.  En los meses más cálidos la temperatura media es de 34,60 °C y en los meses más fríos la temperatura media es de 0,90 °C. La precipitación media anual en Las Casas del Conde es de 1156 mm, la cual es 511,7 mm más alta que la precipitación media anual de España (644,3mm) 

### Senderismo
Existen varias rutas de senderismo en Las Casas del Conde
- San Martín del Castañar - Las Casas del Conde - Sequeros y regreso por el asentadero de curas.[5][6]

- La Alberca - Las Casas del Conde - Sequeros - San Martín del Castañar - La Alberca.[7]

- San Martín del Castañar - Las Casas del Conde - El muro - San Martín del Castañar.[8]

- San Martín del Castañar - Mogarraz - Monforte - Las Casas del Conde - San Martín del Castañar.[9]

- Sierra de Francia 2 (Mogarraz, Miranda del Castañar, Villanueva del Conde, Sequeros y San Martín del Castañar).[10]

- Asentadero, bosque de los espejos (Sequeros, Las Casas del Conde y San Martín del Castañar).[11][12][13]

- Circular Sierra de Francia.[14]

### Flora y fauna

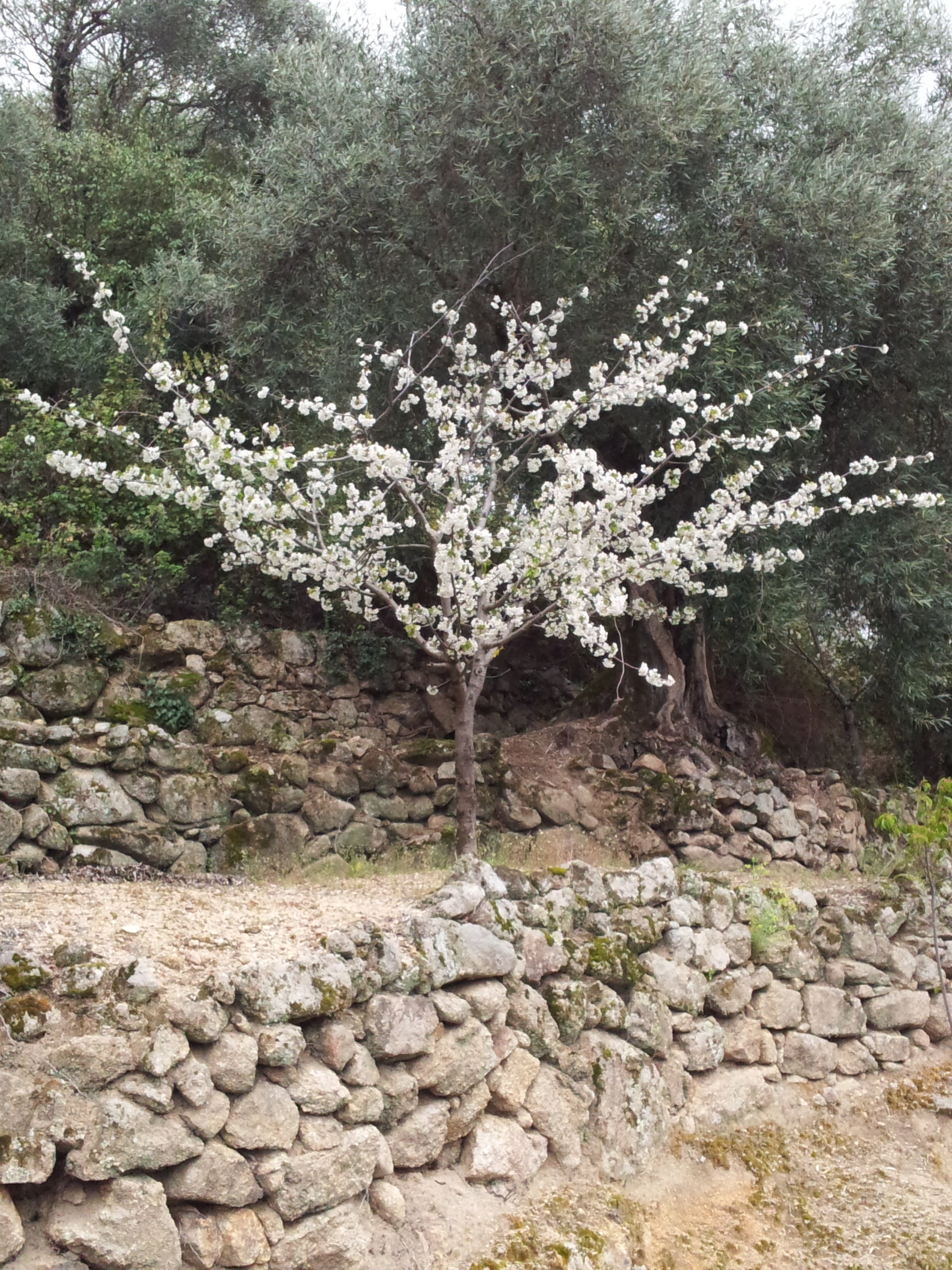
Cerezo entre olivos

Se encuentra ubicado próximo al río Francia, que nace en la sierra de su nombre, como todo río de montaña sus aguas son cristalinas y su cauce discurre entre una vegetación integrada por alisos, fresnos etc., que tienden a buscar la luz solar alcanzando gran altitud contribuyendo a formar un túnel en torno al río lo que contribuye en el periodo estival a gozar en su entorno de una paz, sólo perturbada por el ruido del agua en su transcurrir. 
Las Casas del Conde enclavado en frondosos bosques de castaños y robles tiene un microclima privilegiado, dada su situación geográfica, lo que permite que sea posible el cultivo de todo tipo de frutales (cerezos, higueras, manzanos, perales, olivos, vid, etc.) incluso los de tipo mediterráneo (naranjos, limoneros, etc.). 
En cuanto a la vegetación, es muy rica en plantas aromáticas (tomillo, orégano, etc.). En enero ya han florecido los narcisos en torno al río o prados húmedos, lo que da una idea del clima de esta localidad dada su situación geográfica (en el interior de entre dos montañas, junto al río mencionado y orientado al saliente).
Cucos, perdices, palomas torcaces, tórtolas, petirrojos, escribanos, mirlos, alcaudones, lavanderas, herrerillos y una larga lista de pobladores manifiestan la riqueza ornítica de estos parajes. En el avistamiento de aves, las rapaces tienen una nutrida representación, con especies tan características como el águila imperial en grave peligro de extinción, el águila real, el halcón peregrino o los grandes buitres negro y leonado. Son relativamente frecuentes las rapaces forestales como las águilas calzada y culebrera, el águila ratonera, los milanos, el azor y el gavilán o las rapaces nocturnas como el imponente búho real, el búho chico, la lechuza, el autillo o el mochuelo.
Los reptiles con una gran diversidad, son el grupo de vertebrados junto con las aves, mejor representados. Destacan tres especies endémicas de la península ibérica: el lagarto verdinegro, la lagartija serrana y la lagartija de bocage. También podemos encontrarnos con la culebra de escalera, la culebra viperina y la culebra bastarda.
Las especies más comunes de anfibios que podemos encontrar en estos parajes son la rana patilarga, la rana verde, la ranita de San Antonio, el sapo común, la salamandra, el tritón jaspeado y el tritón ibérico.
De gran interés resulta la presencia, aunque escasa, de tejones, garduñas, comadrejas, nutrias y varias especies de murciélagos, de los cuales algunos son auténticos endemismos. En la década de los setenta se reintrodujeron corzos y ciervos para su aprovechamiento cinegético, con distinta suerte porque el ciervo no ha tenido tanto éxito como el corzo. Es el zorro el mamífero depredador más frecuente. Abundan los jabalíes, y la presencia de erizos, topos, topillos, lirones caretos, ratones de campo, musarañas, y conejos, completan el abanico de mamíferos.
Entre la variedad de peces fluviales que en el río Francia podemos encontrar, destacan especies de aguas transparentes encabezadas por la trucha común, el barbo y los menos frecuentes bermejuelas y colmillejas. Aunque en los últimos años tras los reiterativos vertidos ilegales aguas arriba, acompañados de un descenso generalizado en las precipitaciones, han reducido considerablemente estas poblaciones tan sensibles.

### Transporte
Transporte público: Autobús línea Salamanca-La Alberca-Mogarraz. Estación de autobuses de Salamanca.
Se encuentra a 76 km de Salamanca, por la carretera comarcal C-512.
Las noches de verano, un autobús nocturno conocido como el "búho serrano" recorre los municipios de Herguijuela de la Sierra, Madroñal, San Miguel del Robledo, Mogarraz, El Maíllo, Las Casas del Conde, San Martín del Castañar, Monforte de la Sierra, La Alberca, Villanueva del Conde, Cepeda, El Cabaco, Miranda del Castañar y Garcibuey con el fin de evitar que los jóvenes tengan que desplazarse en coche a las fiestas de los pueblos vecinos y evitar así los accidentes de tráfico con el alcohol como causa.

## Historia

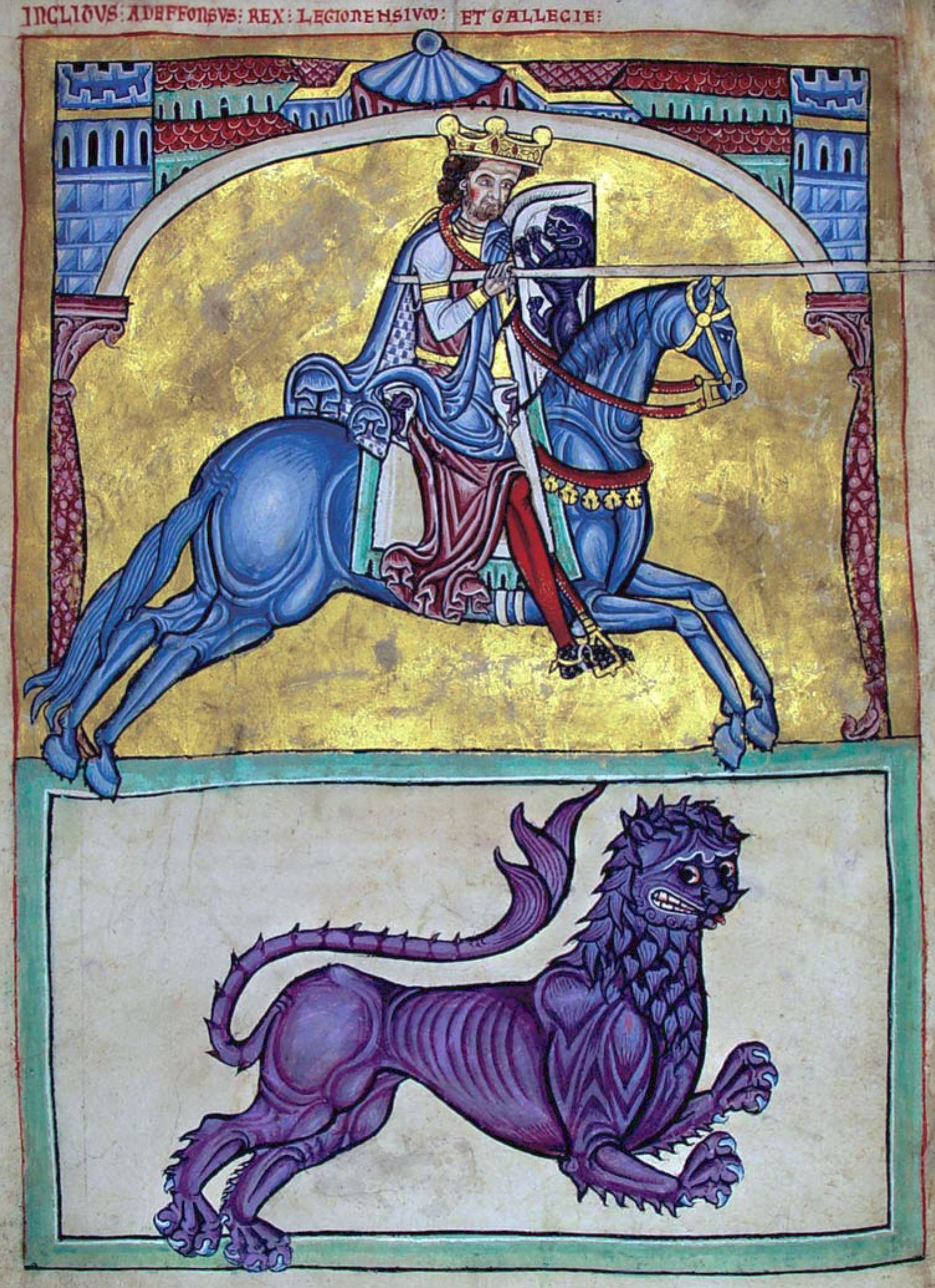
Alfonso IX de León creó el concejo de Miranda en el, del que pasó a depender Las Casas del Conde

Como la mayoría de los pueblos de la comarca, Las Casas del Conde nace a la historia durante la repoblación cristiana, iniciada en tiempos de Alfonso VI de León (1065-1109) en manos de su yerno, el conde Raimundo de Borgoña. Como las guerras de los musulmanes continuaban amenazando la España cristiana, Alfonso IX de León intensifica la actividad repobladora y fortifica esta zona, perteneciente al Reino de León y que es frontera tanto con los musulmanes como con el Reino de Castilla. Tal y como se desprende de la procedencia de su nombre, pronto el municipio pasa a formar parte de la jurisdicción del Conde de Miranda del Castañar, con la dependencia económica que ello supone, debido al establecimiento de las rentas feudales, aplicadas a todos los bienes económicos y materiales de los vecinos. Un freno importante para el desarrollo del pueblo, hasta que en 1757, el Rey otorga el título de villa a Las Casas del Conde, adjudicándole gran parte del terreno de El Cabaco, Nava de Francia y El Casarito.
Este reparto originó el inicio de un larguísimo pleito entre Las Casas y El Cabaco, en el que no faltaron peleas, intentos de asesinato y hasta la presencia de soldados, enviados por el gobernador del distrito, que vivía en Ciudad Rodrigo.
Algunos autores relatan que los de Las Casas del Conde, más agresivos por su condición de serranos, hirieron, acuchillaron y hasta dejaron gravísimamente mal parados a varios vecinos de El Cabaco. En 1763 se falló la causa a favor de los cabaqueños, quienes recuperaron sus montes comunales. Las actas completas de este pleito ocupan nada menos que 1720 páginas manuscritas en folio y la sentencia se contiene en otro tomo de 180 páginas.
Años antes, los vecinos de Las Casas también tuvieron serias disputas con Mogarraz, por la explotación de la dehesa de Santa Coloma. En 1672 hubo un muerto y varios heridos en una reyerta, lo que desencadenó una época de mayor entendimiento, y al año siguiente se firmaron las paces, pagando Mogarraz 14300 reales por la dehesa. Sin embargo, los pleitos continúan a lo largo de los años por problemas de aprovechamiento de árboles secos sin fruto, podas, costas, entresacas, etc, dando lugar a la sentencia de la Real Chancillería de Valladolid, ejecutoria del 28 de febrero de 1738, en referencia a los parajes del monte de Peñalvo, ya regulados en las ordenanzas del tercer conde de Miranda, y a los predios hacia San Blas y las inmediaciones del río Francia
Con la creación de las actuales provincias en 1833, Las Casas del Conde fue incluido en la provincia de Salamanca, dentro de la Región Leonesa.

## Demografía
Las Casas del Conde cuenta con una población de 63 habitantes (INE 2024).
| Gráfica de evolución demográfica de Las Casas del Conde entre 1842 y 2021                                           |
| |
| Población de derecho según los censos de población del INE Población de hecho según los censos de población del INE |

Según el Instituto Nacional de Estadística, Las Casas del Conde tenía, a 31 de diciembre de 2018, una población total de 61 habitantes, de los cuales 28 eran hombres y 33 mujeres. Respecto al año 2000, el censo refleja 88 habitantes, de los cuales 40 eran hombres y 48 mujeres. Por lo tanto, la pérdida de población en el municipio para el periodo 2000-2018 ha sido de 27 habitantes, un 31% de descenso.

## Cultura

### Arquitectura
Además de las casas, las plazas y las calles a las que ellas dan, constituyen la fisonomía de la arquitectura popular serrana. Tanto las unas como las otras están empedradas con piedras de granito, lo que otorga su personalidad a estos espacios; en ocasiones, grandes lanchas graníticas forman verdaderas roderas en calles principales. No faltan, en los más diversos rincones, cruceros de piedra elevados a veces y circuidos por unas escalerillas de granito. Estos forman parte de un viacrucis que culmina en una preciosa representación del calvario con tres cruces donde la central lleva grabados los instrumentos de la pasión de Cristo: los clavos, las tenazas, el látigo...
Otro elemento con el que nos encontramos son las fuentes, que manan por sus caños de continuo y que otorgan al fluir del tiempo ese sonido regular y monótono. Rumor de fuentes, tan característico de la sierra de Francia. Y balcones cubiertos por tiestos y macetas cuando llega el buen tiempo; geranios con los diversos tonos del rojo y con el blanco y el verde, que dan vivacidad a las calles y plazas.
Dentro de este urbanismo, tienen especial importancia el soportal, presente en algunas plazas sobre todo, como cobijo y recinto de intimidad. Y los pasadizos cubiertos. Y los rincones escondidos y que parecen no existir.
¿Y los poyos? Son bloques de granito, adheridos a la fachada de la planta baja de cada casa, donde las gentes se sientan a tomar el fresco y el aire durante el buen tiempo y donde cosen las mujeres en las largas tardes de verano. Contribuyen a formar estampas muy serranas, que aún se conservan muy vivas. Todos estos elementos constituyen una invitación para un demorado recorrido en el que el viajero irá llenando de continuas sorpresas sus ojos, si está dispuesto a dejarse cautivar.

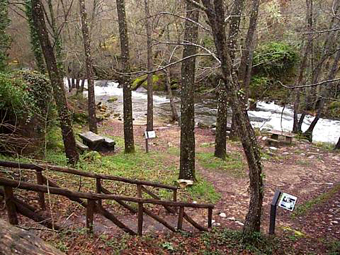
Merendero

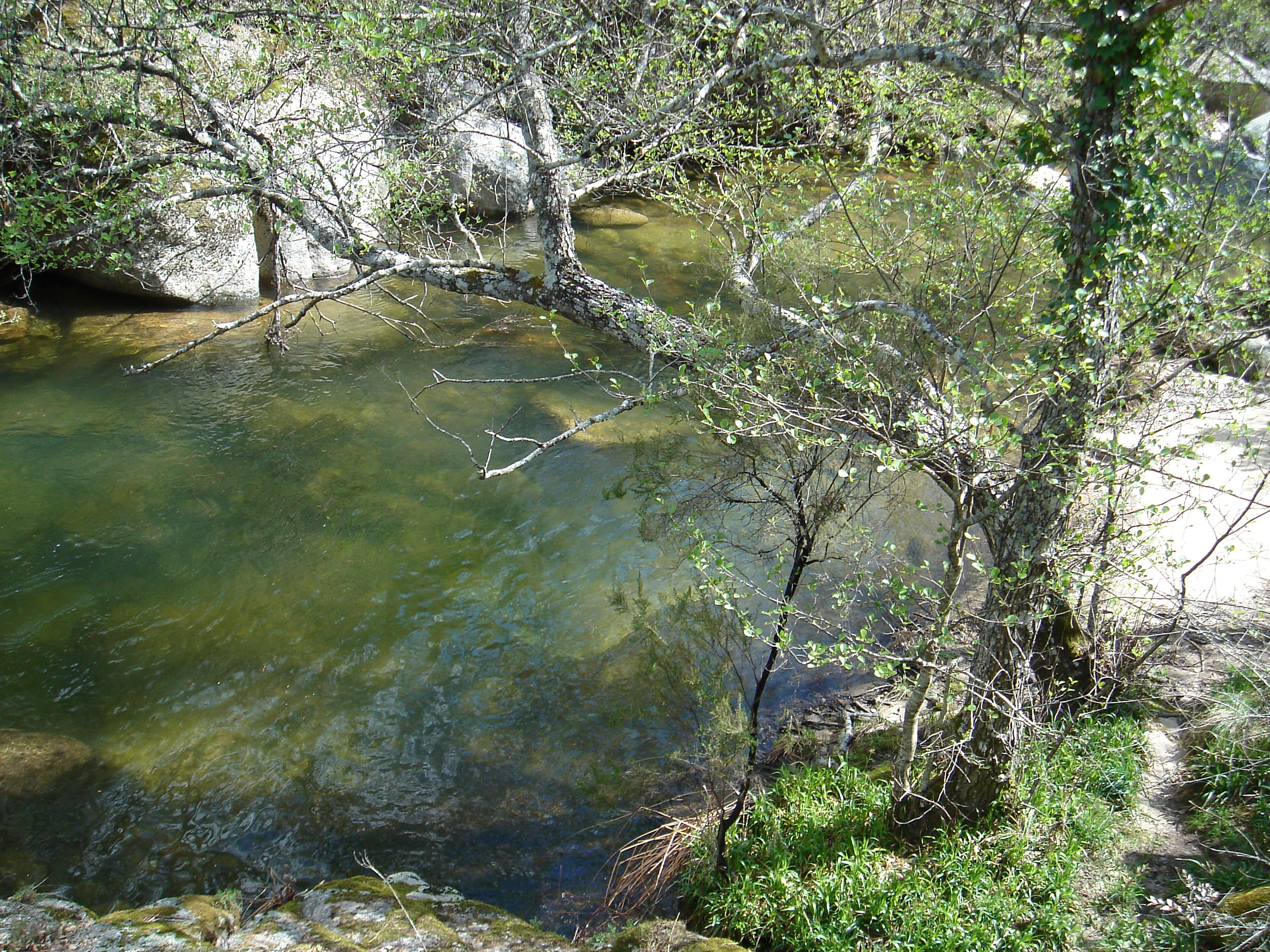
Charco de las Latas

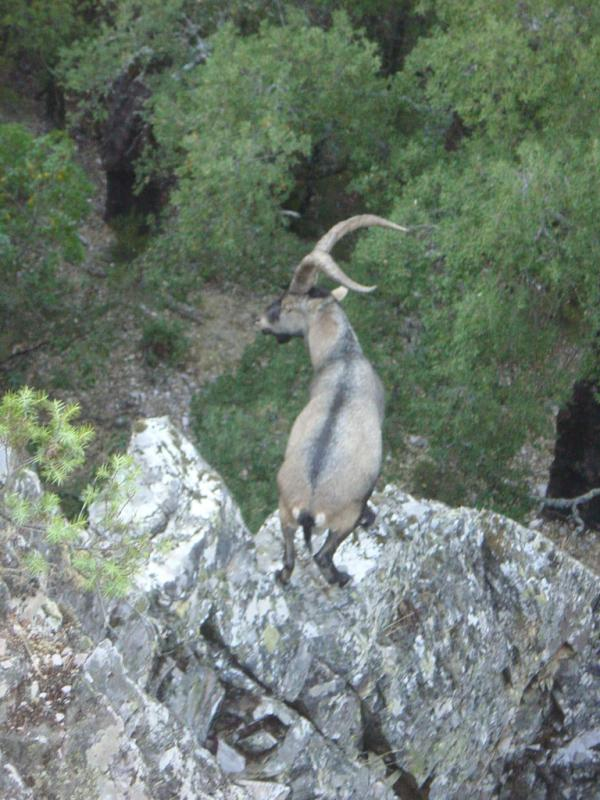
Cabra en un roquedo

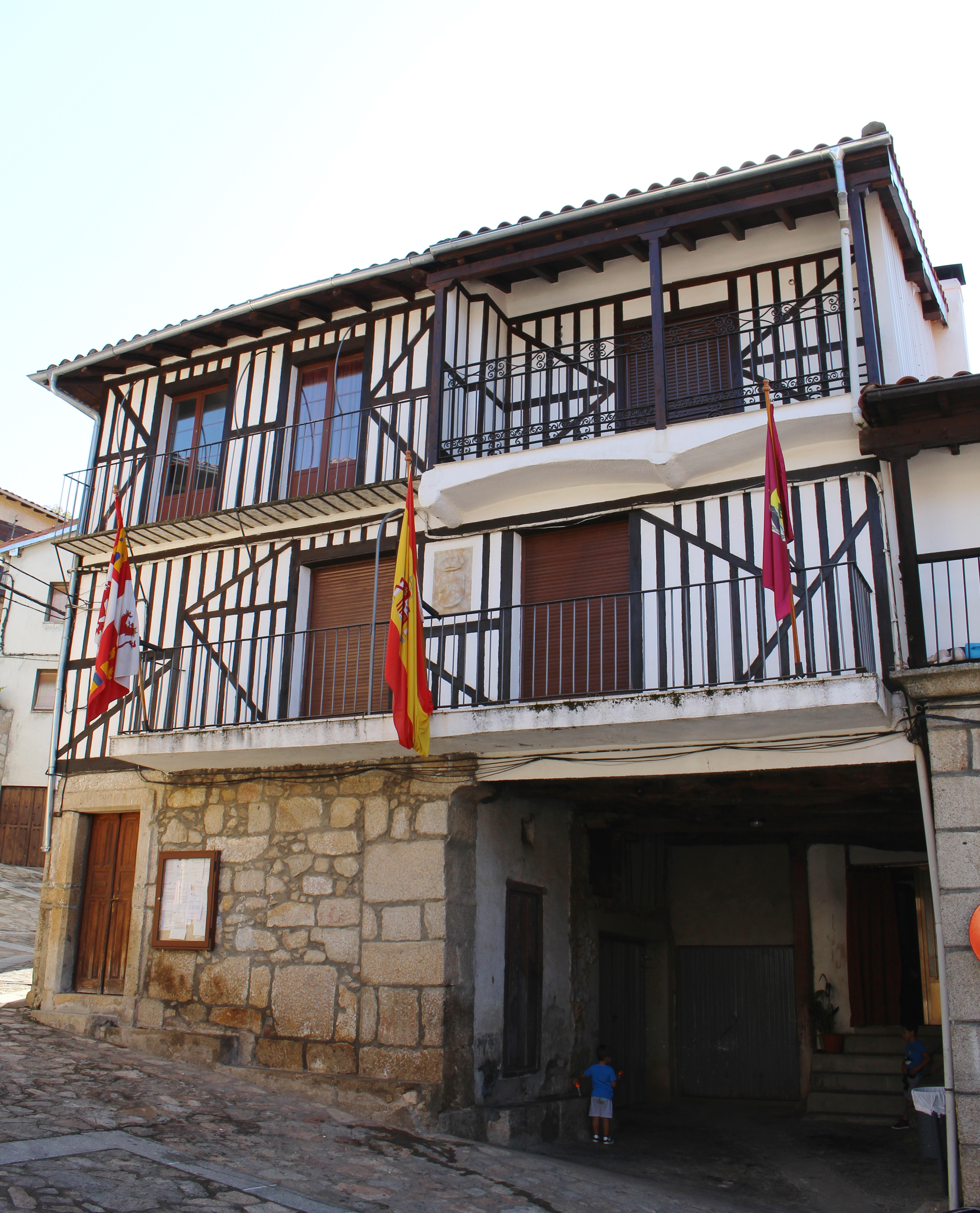
Ayuntamiento

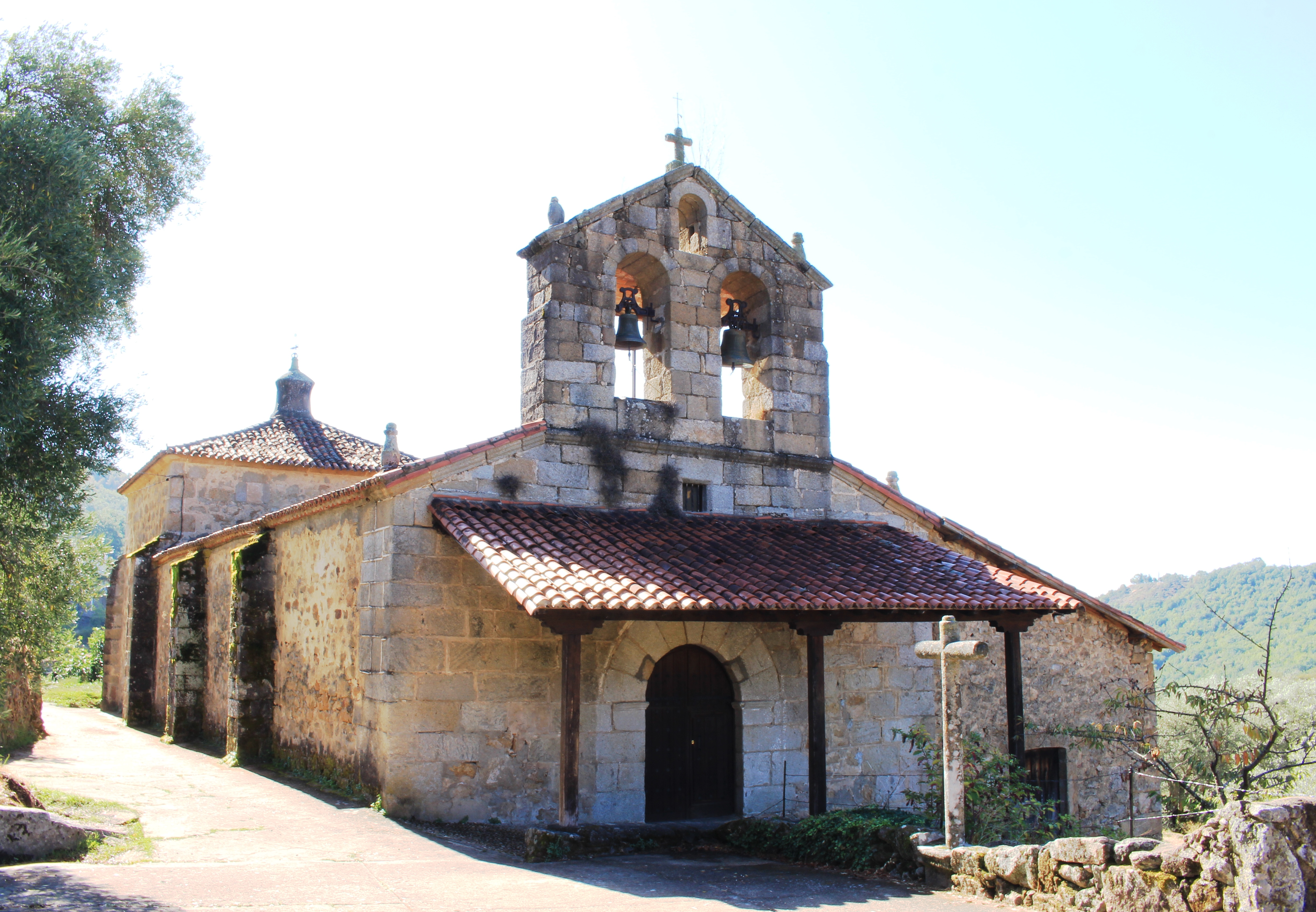
Iglesia parroquial

### Gastronomía
Tanto las frutas como las hortalizas se cultivan en pequeños huertos en régimen de minifundio, para cuyo riego nunca faltan las aguas, purísimas y abundantes. Se obtienen, así, cerezas, en un gran auge hoy día, manzanas, peras, higos, castañas, nueces, caquis y fresas, que tuvieron hace ya unos años su buen momento económico, aunque en el presente ya no ocurre lo mismo. Tampoco hemos de olvidar hortalizas como las judías verdes, los tomates, pimientos, cebollas, patatas, repollos, etc, productos todos ellos de huerta, que tienen en la sierra un excelente sabor, que no pierden al no tener que sufrir un largo proceso de comercialización. 
Importantes son, gastronómicamente hablando, los dos productos genuinamente mediterráneos que se dan en Las Casas del Conde: el aceite y el vino. La primera es de gran pureza y da a los platos con ella guisados un intenso y aromático sabor; a finales del otoño y principios del invierno, se recogen las aceitunas y se llevan a las almazaras (molinos de aceite), que hay en varios pueblos, para extraer de ella un aceite que, por su calidad, bien mercería ser más conocida. También se recogen aceitunas, en época más temprana (entrado ya el verano), para aliñarlas y comerlas cuando han cogido el sabor. El vino merece un epígrafe aparte.
Es notable el interés gastronómico de ciertos productos silvestres que da la naturaleza. El otoño es la época de las setas, que pueden degustarse teniendo especial aceptación, entre los variados tipos que hay, los cogolmillos «macrolepiota procera» (parasoles), que se asan en las brasas de la lumbre, con aceite y sal, y los hongos («boletus edulis»). Durante el invierno, hacia principios del mismo, maduran los madroños, bien rojizos, en los bosques en los que crece el arbusto; Si se echan en aguardiente, se obtiene un agradable licor; pueden también comerse, sin más, como fruto.
El pan y los dulces
Hay momentos festivos en los que el pan, bajo una u otra forma, adquiere un carácter ritual de celebración; El hornazo es un pan pascual, que se come cuando termina la Semana Santa; su masa es la misma que la del pan común pero además lleva aceite, lo que le da un color amarillo a su miga, y azafrán, que intensifica este color ayudado por el pimentón del chorizo en la corteza; dentro, lleva un huevo, rodeado de capaúras (trozos, de un atado a otro de la cuerda) de chorizo, como si fuera una empanada; en ocasiones, se le añaden trozos de jamón y de lomo. Constituyen la merienda característica de las fiestas de Pascua. 
Los dulces (nombre que reciben las pastas) se preparan para las fiestas patronales y las de mayor importancia. Los hay de muchos tipos; sus ingredientes más comunes son la harina, los huevos, la leche, la manteca de cerdo, el aceite, el azúcar, el anís en rama... Reciben nombres como los de mantecados, bizcochos, turruletes, perrunillas, floretas, puchas, sacatrapos, etc., nunca faltando en convites de bodas y bautizos.
Algunos platos 
Hay platos y guisos que, tradicionalmente, no han faltado nunca en las ocasiones señaladas o en determinadas épocas del año. 
El limón serrano es uno de los más característicos; se toma en el tiempo invernal, desde que entran los Carnavales hasta la Pascua; su ingredientes son naranjas, limones (uno por cada cuatro o cinco naranjas), huevos cocidos, capaúras de chorizo, unos dientes de ajo (muy pocos) y vino (o vinagre), aceite y sal. Se trocean en un recipiente adecuado las naranjas, los limones y las claras de huevo, sobre ella se añade las capaúras trozeadas y fritas (se puede añadir también escabeche) y se pica, menudito, el ajo; las yemas se deshacen en el aceite (de freír las capaúras) y vino, y se echa todo en el cuenco en el que se halla lo troceado, añadiendo la sal necesaria. 
Un plato que nunca ha faltado en los banquetes de boda, cuando las comidas se realizaban en casa de los padres del novio, ha sido el de las almondeguillas (albóndigas); incluso, tras la boda, para convidar a alguien que no hubiera sido invitado, se le llevaba a su casa un platito con algunas, para que las probara la familia. Están hechas con carne picada (se mezcla la carne con jamón y tocino) y envuelta con huevo batido, miga de pan, ajo, perejil y sal; se fríen y luego se cuecen.
El cabrito siempre ha sido y sigue siendo un manjar de días de fiestas y celebración; uno de sus guisos es el llamado cabrito cuchifrito; para prepararlo, se trocea el cabrito; se fríen trozos de ajo en una sartén con aceite abundante, que luego se retiran y se reservan; luego se fríen los trozos del cabrito y se colocan en una fuente y, encima se les echan los ajos, con aceite caliente, y los sesos del propio cabrito, desleídos.

### La mención Vino de Calidad de la Sierra de Salamanca
- El vino en Las Casas del Conde (enlace roto disponible en Internet Archive; véase el historial, la primera versión y la última).
- Resolución BOE jueves 23 de septiembre de 2010

DESCRIPCION: 
Vino rosado y tinto (vino mesa con derecho a la utilización de mención geográfica Sierra de Salamanca). Los rosados, superarán con facilidad el 12 % de su volumen en alcohol y están elaborados con un porcentaje elevado de la variedad tinta Rufete, junto con los otros varietales tintos, y sobre todo blancos como Verdejo y Viura. Los vinos tintos, con una graduación alcohólica por lo general superior a los 12,5 grados, se elaborarán con un porcentaje superior al 60% de uva de las variedades Rufete, que es la considerada como principal y la más abundante; en el resto intervienen las otras variedades comarcales, Garnacha Tinta y, en menor medida, el Tempranillo, que en esta zona se conocía como Tinto de Madrid. 
Orden de 23 de diciembre de 1999 por la que se actualizan los anexos de la Orden de 7 de enero de 1998, en relación con la actualización de los nombres geográficos y de la mención Vino de la Tierra en la designación de los vinos de mesa, en la que la sierra de Salamanca aparece en el Anexo II, correspondiente al de otras comarcas con derecho a la utilización de la mención geográfica en los vinos de mesa. 
HISTORIA Y DISTRIBUCION ESPACIAL:
Los orígenes del viñedo en esta zona se remontan a la época romana, pero, tras la conquista musulmana de la península ibérica, estas tierras, que no llegan a despoblarse, sufren un retraimiento económico, y sólo tras la consolidación de la reconquista se repueblan intensamente, con lo que, es a partir del siglo XI, cuando la viñedo comienza a resurgir, en el entorno de una economía fundamentada en los cereales, la ganadería y el aceite. Durante todo el siglo XIX, el viñedo de estas tierras conoce una fuerte expansión, convirtiéndose en uno de los pilares económicos de la comarca, hasta llegar al máximo con las exportaciones a Francia por la crisis de la Filoxera. 
Y, es precisamente a finales del siglo XIX, cuando la plaga de la Filoxera entra en la comarca procedente de Portugal y destruye todo su viñedo, que se recupera rápidamente, consolidándose definitivamente, en asociación de cultivo, con el olivo y los frutales. A finales de los años cincuenta del siglo XX se crean las bodegas cooperativas de la zona, que tuvieron un destacado papel en la introducción de nuevas técnicas y en la conservación del viñedo, al tener garantizada la venta de sus graneles. La comarca es una zona donde se cultiva el viñedo de bancales de muy pequeña superficie escasamente mecanizado, incluyendo 14 municipios. 
CUALIDADES:
Se trata de vinos de gran originalidad, otorgada por la varietal de la zona el Rufete, dotada tanto para la elaboración de vinos jóvenes como para los de crianza, manifestándose como una variedad con gran capacidad de envejecimiento y resistencia a la oxidación. 
FORTALEZAS, DEBILIDADES Y OPORTUNIDADES: 
Esta zona posee una variedad considerada como autóctona de uva, llamada Rufete, con características y personalidad únicas. Además, las cepas son viejas, de entre 45 y 50 años, lo que confiere calidad a la uva para vinos de guarda. El clima y el suelo, favorables en la zona, hacen que las cosechas sean regularmente buenas. El nombre de la comarca, sus varietales y la tipología de sus vinos todavía no son suficientemente conocidas por el consumidor extraprovincial.
POPULAR
Ya se cavaron las viñas
y los majuelos;
Dios le dé salud al amo
y a los obreros.

### Fiestas
- Fiestas del Santo Cristo y Virgen del Triunfo: 7, 8 y 9 de agosto
- Exaltación de la Santa Cruz: 14 de septiembre.[18]

## Monumentos y lugares de interés

### Camino asentadero-bosque de los espejos
El camino asentadero-bosque de los espejos es una ruta circular de unos 9 km de longitud que recorre las localidades de San Martín del Castañar, Sequeros y Las Casas del Conde. Entre las obras artísticas que se pueden contemplar se hallan A puntadas o La casa del árbol, de Luque López, de Luque López, Mochuelos, de Pablo Amargo, o Efímeras magentas, de José Antonio Juárez. Destacan especialmente las tallas artísticas que se han realizado en ciertos olivos de Las Casas del Conde. El camino pasa en algunos momentos por un camino de piedras antiguo con cierta singularidad, además de fincas, paredes y escaleras que dan a viñedos del lugar.

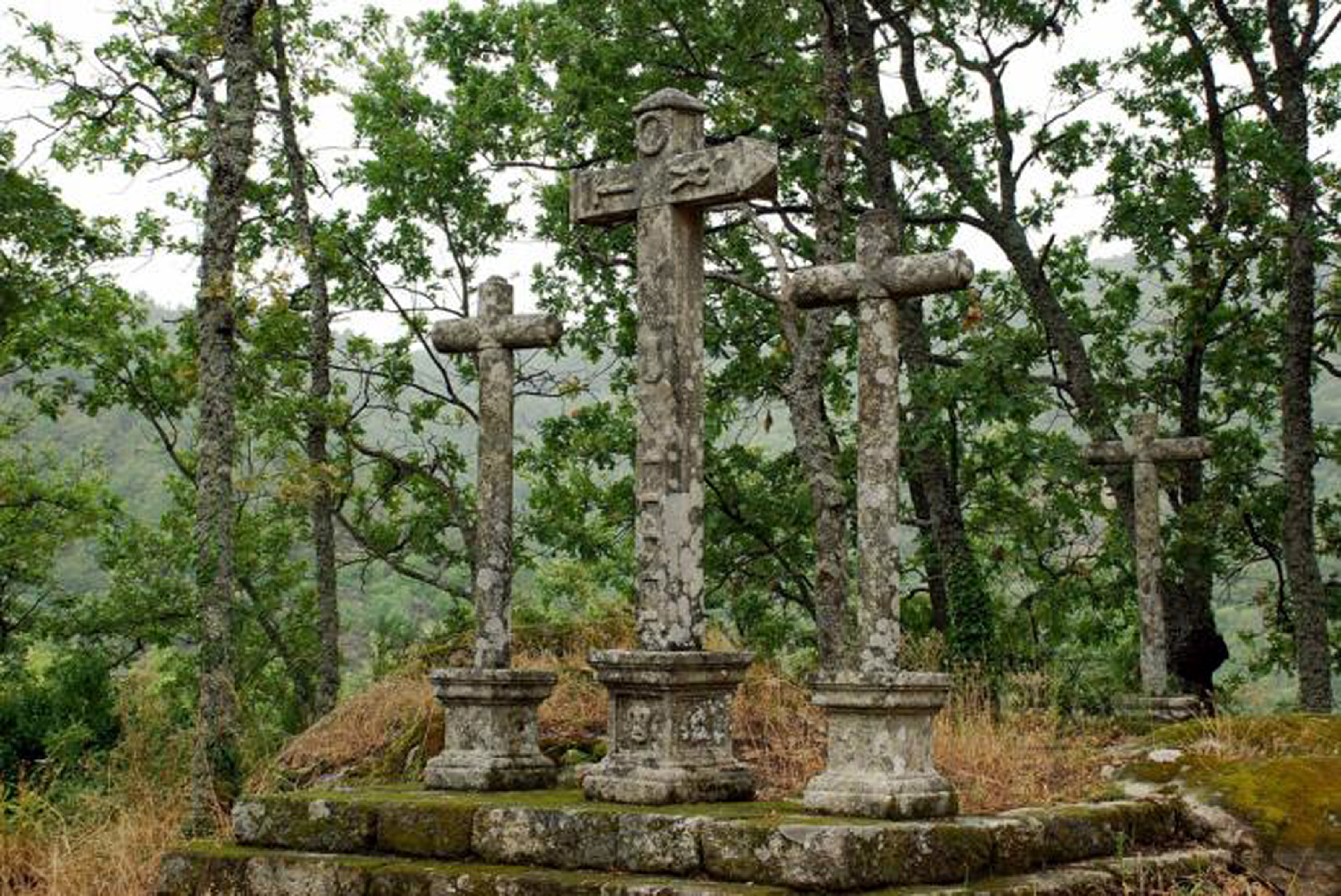
Calvario

### Otros
- Iglesia parroquial de Santa Catalina
- Ermita del Humilladero
- Casco urbano interesante
- Viacrucis
- Mirador natural
- Central hidroeléctrica centenaria[20]

## Administración y política
Las Casas del Conde es un municipio pequeño, sin embargo, existe bastante actividad política. A las elecciones municipales de 2011 se presentaron cuatro candidaturas diferentes.
| Partido político                         | 2019  | 2019  | 2019       | 2015  | 2015  | 2015       | 2011  | 2011  | 2011       | 2007  | 2007  | 2007       | 2003  | 2003  | 2003       |
| Partido político                         | %     | Votos | Concejales | %     | Votos | Concejales | %     | Votos | Concejales | %     | Votos | Concejales | %     | Votos | Concejales |
| Partido Socialista Obrero Español (PSOE) | 50,79 | 32    | 2          | 39,53 | 17    | 2          | 63,64 | 35    | 2          | 40,68 | 24    | 0          | 41,07 | 23    | 0          |
| Partido Popular (PP)                     | 49,21 | 31    | 1          | 20,93 | 9     | 0          | 21,82 | 12    | 1          | 57,63 | 34    | 1          | 58,93 | 33    | 1          |
| Ciudadanos (CS)                          | —     | —     | —          | 18,44 | 33    | 0          | —     | —     | —          | —     | —     | —          | —     | —     | —          |
| En Común                                 | —     | —     | —          | 30,23 | 13    | 1          | —     | —     | —          | —     | —     | —          | —     | —     | —          |
| Izquierda Unida (IU)                     | —     | —     | —          | —     | —     | —          | 12,73 | 7     | 0          | —     | —     | —          | —     | —     | —          |

El alcalde de Las Casas del Conde no recibe ningún tipo de prestación económica por su trabajo al frente del Ayuntamiento (2021).